# Thomas Longosiwa
Thomas Pkemei Longosiwa (né le 14 janvier 1982 dans le District de West Pokot) est un athlète kényan, spécialiste des courses de fond.

## Carrière
En 2006, lors des sélections kényanes en vue des Championnats du monde juniors, Thomas Longosiwa est pris en possession de deux passeports, l'un indiquant sa véritable année de naissance, et l'autre, falsifié afin pouvoir participer aux mondiaux juniors, indiquant l'année 1988. Écarté de l'équipe du Kenya, et sanctionné de 1 500 dollars d'amende, il est également disqualifié des Championnats du monde juniors de cross disputés en mars 2006 où il s'était classé douzième de l'épreuve individuelle. 
En 2007, le Kényan termine sixième du 5 000 mètres des Jeux africains, et obtient des places d'honneurs lors de la Finale mondiale d'athlétisme de Stuttgart en se classant successivement 5e du 3 000 mètres et 8e du 5 000 m. Sélectionné pour les Jeux olympiques de 2008, il se qualifie pour la finale du 5 000 mètres, terminant à la 12e place en 13 min 31 s 34.
Lors des Jeux olympiques de Londres, en août 2012, Thomas Longosiwa se classe troisième de l'épreuve du 5 000 m en 13 min 42 s 36, derrière le Britannique Mohamed Farah, déjà titré sur 10 000 m, et l’Éthiopien Dejen Gebremeskel.

### Palmarès
| Date | Compétition                  | Lieu             | Résultat | Épreuve |
| ---- | ---------------------------- | ---------------- | -------- | ------- |
| 2007 | Jeux africains               | Alger            | 6e       | 5 000 m |
| 2007 | Finale mondiale d'athlétisme | Stuttgart        | 5e       | 3 000 m |
| 2007 | Finale mondiale d'athlétisme | Stuttgart        | 8e       | 5 000 m |
| 2008 | Jeux olympiques              | Pékin            | 12e      | 5 000 m |
| 2011 | Championnats du monde        | Daegu            | 6e       | 5 000 m |
| 2012 | Jeux olympiques              | Londres          | 3e       | 5 000 m |
| 2013 | Championnats du monde        | Moscou           | 4e       | 5 000 m |
| 2016 | Ligue de diamant             | Ligue de diamant | 9e       | 5 000 m |

### Records
| Épreuve  | Performance    | Lieu    | Date            |
| -------- | -------------- | ------- | --------------- |
| 3 000 m  | 7 min 30 s 09  | Doha    | 8 mai 2009      |
| 5 000 m  | 12 min 49 s 04 | Paris   | 6 juillet 2012  |
| 10 000 m | 28 min 11 s 3  | Nairobi | 22 juillet 2006 |